# Плещевка (Житомирская область)
Плещевка (укр. Плещівка) — село на Украине, находится в Коростенской городской общине Житомирской области.
Село основано в 1928 году.
Код КОАТУУ — 1822383802. Население по переписи 2001 года составляет 99 человек. Почтовый индекс — 11523. Телефонный код — 4142. Занимает площадь 0,398 км².